# Rúp Belarus
Rúp Belarus (tiếng Belarus:рубель, số nhiều: рублёў), ký hiệu Br, mã ISO 4217 = BYR) là đơn vị tiền tệ của Belarus. Một Rúp chia thành 100 kapeykas (капейка, số nhiều: kapeyek).

## Lịch sử

### Rúp thứ nhất, năm 1992–2000
Nhu cầu ban đầu về tiền tệ của Belarus chỉ thuần túy là vấn đề kỹ thuật. Tốc độ lạm phát cố định ở cuối thập niên 1980 và đầu thập niên 1990 chưa bao giờ đòi các ngân hàng Belarus phải gia tăng tiền mặt cho các hoạt động hàng ngày. Sự tan vỡ của hàng dãy nguồn cung cấp ở các hãng Liên Xô trước đây đòi hỏi các hàng hóa này phải được mua và bán trên thị trường, thường là thanh toán bằng tiền mặt. Phân ban Belarus của Ngân hàng quốc gia Liên Xô không có khả năng cũng chẳng có giấy phép để in tiền giấy Xô-viết, vì thế chính phủ Belarus đã quyết định lập ra tiền tệ quốc gia của riêng mình, để giải quyết tình trạng thiếu tiền mặt.
Ở Belarus, từ khi Liên Xô sụp đổ tới tháng 5 năm 1992, thì đồng rúp Liên Xô lưu hành song song với đồng rúp Belarus. Các tiền giấy mới của Nga cũng lưu hành ở Belarus nhưng rồi chúng được thay thế bởi tiền giấy do Ngân hàng quốc gia Cộng hòa Belarus phát hành vào tháng 5 năm 1992. Đồng rúp Belarus thời hậu Xô-viết đầu tiên được mang mã ISO 4217 là BYB và thay thế tiền Liên Xô với tỷ giá 1 rúp Belarus = 10 rúp Liên Xô. Phải mất khoảng 2 năm, đồng rúp Belarus mới trở thành tiền tệ chính thức của xứ sở.

### Rúp thứ nhì, năm 2000-
Năm 2000, đồng rúp Belarus thứ nhì được đưa ra lưu hành (mã ISO là BYR), thay cho đồng rúp đầu tiên với tỷ giá 1 rúp mới = 1.000 rúp cũ. Chỉ phát hành tiền giấy và chỉ phát hành tiền kim loại kỷ niệm dành cho các nhà sưu tập.

### Hội nhập tiền tệ với Nga
Từ đầu nhiệm kỳ tổng thống của mình, Alexander Lukashenko bắt đầu gợi ý việc hội nhập tiền tệ với Liên bang Nga và tiến hành từng bước theo chủ trương này. Ban đầu, cũng có một gợi ý về việc đưa ra một tiền tệ thống nhất cho Liên bang Nga và Belarus. Điều 13 của "Hiệp ước thành lập Nước liên hiệp Nga và Belarus" (Treaty of Creation of the Union State of Russia and Belarus) năm 1999 đã dự kiến một tiền tệ thống nhất. Các cuộc thảo luận về tiền tệ Liên hiệp đã tiếp tục vượt qua mục tiêu thực hiện năm 2005, nhìn từ cả hai nước. Bắt đầu từ năm 2008, Ngân hàng trung ương Cộng hòa Belarus đã loan báo đồng rúp Belarus sẽ gắn chặt với đồng dollar Mỹ thay vì đồng rúp Nga. "Stanislav Bogdankevich, một cựu chủ tịch Ngân hàng trung ương, đã gọi quyết định này có tính chính trị, nói rằng nó gắn liền với sự bất bình công khai của Belarus về quyết định tăng đột xuất giá dầu, khí đốt của Nga xuất cảng sang Belarus vào đầu năm này. Phần lớn nền kinh tế của Belarus đều theo kiểu Xô-viết, do trung ương kiểm soát và phụ thuộc nặng nề vào nguồn cung cấp năng lượng rẻ từ Nga". 

### Rúp thứ ba
Dường như vào cuối năm 2009 chúng ta sẽ thấy một cuộc cải cách tiền tệ (1:1000) ở Belarus.

## Tiền giấy

### Rúp thứ nhất
Năm 1992, các tiền giấy với mệnh giá 50 kapeykas, 1, 3, 5, 10, 25, 50, 100, 200, 500, 1.000 và 5.000 rúp được đưa ra lưu hành. Tiếp theo là đồng 2.000 rúp năm 1994, đồng 50.000 rúp năm 1995, đồng 100.000 rúp năm 1996, đồng 500.000 rúp năm 1998, rồi đồng 1 triệu và 5 triệu rúp năm 1999.

### Rúp thứ nhì
Năm 2000, các tiền giấy mệnh giá 1, 5, 10, 20, 50, 100, 500, 1.000 và 5.000 rúp được đưa ra lưu hành. Năm 2001, đưa ra lưu hành các tiền mệnh giá cao hơn là 10.000, 20.000 và 50.000 rúp, tiếp theo là đồng 100.000 rúp năm 2005. Không phát hành đồng kapeykas bằng kim loại hoặc tiền giấy.
| Loạt tiền năm 2000           | Loạt tiền năm 2000 | Loạt tiền năm 2000 | Loạt tiền năm 2000 | Loạt tiền năm 2000 | Loạt tiền năm 2000                                                     | Loạt tiền năm 2000                                                                     | Loạt tiền năm 2000 | Loạt tiền năm 2000 | Loạt tiền năm 2000 |
| Hình                         | Hình               | Trị giá            | Kích thước         | Màu chính          | Mô tả                                                                  | Mô tả                                                                                  | Ngày tháng         | Ngày tháng         | Ngày tháng         |
| Mặt phải                     | Mặt trái           | Trị giá            | Kích thước         | Màu chính          | Mặt phải                                                               | Mặt trái                                                                               | In                 | Phát hành          | Bãi bỏ             |
| ---------------------------- | ------------------ | ------------------ | ------------------ | ------------------ | ---------------------------------------------------------------------- | -------------------------------------------------------------------------------------- | ------------------ | ------------------ | ------------------ |
|                              |                    | 1 rúp              | 110 x 60 mm        | Xanh lá cây        | Tòa nhà Viện Hàn lâm khoa học quốc gia Belarus                         | Mệnh giá trong các hình                                                                | 2000               | 1.1.2000           | 1.1.2004           |
|                              |                    | 5 rúp              | 110 x 60 mm        | Hồng-đỏ            | Cảnh Trayetskaye Pradmyestsye ở Minsk                                  | Mệnh giá trong các hình                                                                | 2000               | 1.1.2000           | 1.7.2005           |
|                              |                    | 10 rúp             | 110 x 60 mm        | Xanh dương lợt     | Tòa nhà Thư viện quốc gia Belarus                                      | Mệnh giá trong các hình                                                                | 2000               | 1.1.2000           |                    |
|                              |                    | 20 rúp             | 150 x 69 mm        | Ô liu-vàng         | Tòa nhà Ngân hàng quốc gia Belarus                                     | Cảnh bên trong Tòa nhà Ngân hàng quốc gia Belarus                                      | 2000               | 1.1.2000           |                    |
|                              |                    | 50 rúp             | 150 x 69 mm        | Vàng cam-đỏ        | Cổng Kholm - phần nhỏ của Đài kỷ niệm Pháo đài Brest Pháo đài Anh hùng | Lối chính vào Đài kỷ niệm Brest Pháo đài Anh hùng                                      | 2000               | 1.1.2000           |                    |
|                              |                    | 100 rúp            | 150 x 69 mm        | Xanh lá cây lợt    | Nhà hát lớn Opera quốc gia và Nhà múa Ballet của Belarus ở Minsk       | Cảnh vở ballet "Favourite" của E.A. Hlebau                                             | 2000               | 1.1.2000           |                    |
|                              |                    | 500 rúp            | 150 x 74 mm        | Nâu lợt            | Cung Văn hóa của Công đoàn Cộng hòa ở Minsk                            | Trang trí kiến trúc ở Cung Văn hóa Cộng hòa của Belarus                                | 2000               | 1.1.2000           |                    |
|                              |                    | 1.000 rúp          | 150 x 74 mm        | Xanh dương lợt     | Nhà Bảo tàng Nghệ thuật quốc gia của Belarus ở Minsk                   | Mẩu tranh "Chân dung người vợ với hoa và quả" của I. Khrutski                          | 2000               | 1.1.2000           |                    |
|                              |                    | 5.000 rúp          | 150 x 74 mm        | Tím lợt            | Cung Thể thao ở Minsk                                                  | Hình khu thể thao liên hợp "Raubichy"                                                  | 2000               | 1.1.2000           |                    |
|                              |                    | 10 000 rúp         | 150 x 74 mm        | Màu hồng           | Toàn cảnh đô thị Viciebsk                                              | Khán đài vòng mùa hè ở Viciebsk                                                        | 2000               | 16.4.2001          |                    |
|                              |                    | 20 000 rúp         | 150 x 74 mm        | Màu xám            | Dinh Rumiancev và Dinh Paskevich ở Homyel                              | Cảnh nhìn của Dinh ở Homyel từ tranh của A. Idzkouski                                  | 2000               | 2002               |                    |
|                              |                    | 50 000 rúp         | 150 x 74 mm        | Xanh da trời       | Lâu pháo đài ở khu định cư Mir, huyện Karelichy, Hrodna Voblast        | Phối hợp các yếu tố kiến trúc trang trí Quần thể lâu đài Mir                           | 2000               | 20.12.2002         |                    |
|                              |                    | 100 000 rúp        | 150 x 74 mm        | Vàng cam           | The Radziwills' Castle ở thành phố Niasvizh                            | Cảnh Lâu pháo đài Radziwills ở Niasvizh từ bức tranh của nghệ sĩ Belarus Napoleon Orda | 2000               | 15.7.2005          |                    |
| các mấu đồng tiền krona giấy |                    |                    |                    |                    |                                                                        |                                                                                        |                    |                    |                    |

## Tỷ giá hối đoái lịch sử
| Rúp Belarus tính theo đơn vị ngoại tệ   | Rúp Belarus tính theo đơn vị ngoại tệ | Rúp Belarus tính theo đơn vị ngoại tệ | Rúp Belarus tính theo đơn vị ngoại tệ | Rúp Belarus tính theo đơn vị ngoại tệ |
| --------------------------------------- | ------------------------------------- | ------------------------------------- | ------------------------------------- | ------------------------------------- |
|                                         | 2004                                  | 2005                                  | 2006                                  | 2007                                  |
| Euro                                    | 2683.75                               | 2681.49                               | 2691.88                               | 2937.06                               |
| Rúp Nga                                 | 75.00                                 | 76.14                                 | 78.90                                 | 83.91                                 |
| Dollar Mỹ                               | 2160.24                               | 2153.81                               | 2144.56                               | 2146.07                               |
| Nguồn: 2008, 2007, 2006, 2005, and 2004 |                                       |                                       |                                       |                                       |

Bản mẫu:Exchange Rate